# Kevin Lowe-trófea
A Kevin Lowe-trófea egy díj a QMJHL-ben (mely egy junior jégkorongliga Kanadában). A trófeát a legjobb védekező védőnek ítélik oda. Az egész éves teljesítmény számít és olyan adatokat néznek, mint: +/- mutató, az ütközések száma, a csapat teljesítményében való részvétel és a pontszerzési lehetőségek. A trófeát a legendás Kevin Lowe-ról nevezték el, aki hat Stanley-kupát nyert és hétszeres volt All-Star válogatott.

## A díjazottak
| Szezon    | Játékos           | Csapat                       |
| --------- | ----------------- | ---------------------------- |
| 2013–2014 | Justin Hache      | Cape Breton Screaming Eagles |
| 2012–2013 | Jonathan Narbonne | Moncton Wildcats             |
| 2011–2012 | Morgan Ellis      | Shawinigan Cataractes        |
| 2010–2011 | Andrew Randazzo   | Drummondville Voltigeurs     |
| 2009–2010 | David Savard      | Moncton Wildcats             |
| 2008–2009 | Maxime Ouimet     | Rimouski Océanic             |
| 2007–2008 | Mathieu Bolduc    | Chicoutimi Saguenéens        |
| 2006–2007 | Kristopher Letang | Val-d'Or Foreurs             |
| 2005–2006 | Olivier Magnan    | Rouyn-Noranda Huskies        |
| 2004–2005 | Nathan Saunders   | Moncton Wildcats             |